# Raimund Folch I. de Cardona

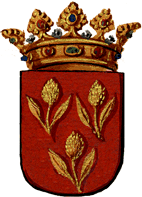
Wappen des Hauses Cardona.

Raimund Folch I. de Cardona († 1086) (spanisch: Ramón Folch de Cardona) war ein katalanischer Adeliger, der von 1040 bis 1086 Vizegraf (katalanisch: vescomte) von Cardona (in Katalonien, im Norden von Spanien) und zu seiner Zeit einer der einflussreichsten Vasallen der Grafen von Barcelona. Er spielte sowohl in den internen Auseinandersetzungen als auch im Rahmen der „Reconquista“ eine nicht unwesentliche Rolle.

## Herkunft
Raimund Folch I. stammt aus dem ältesten historisch gesicherten Haus der Vizegrafen von Cardona. Deren umfangreiches Herrschaftsgebiet lag um die Stadt Cardona im Zentrum der Grafschaft Barcelona (der heutigen Provinz Barcelona in der Autonomen Gemeinschaft Katalonien).
Der Tradition nach leitet sich dieses Haus in weiblicher Linie von Argencia, einer angeblichen Tochter von Karl dem Großen (800–814) ab, deren Ehemann, Fulco von Anjou, von ihrem Vater zum Vizegrafen von Girona eingesetzt worden sein soll. Ein Nachkomme, Raimund Folch III., sei von Wilfried I. „dem Haarigen“ Graf von Barcelona († 11. August 897) zum ersten Vizegrafen von Cardona ernannt worden, von dem die Vizegrafschaft über eine Erbtochter an das erste historisch fassbare Haus Cardona gefallen sei.

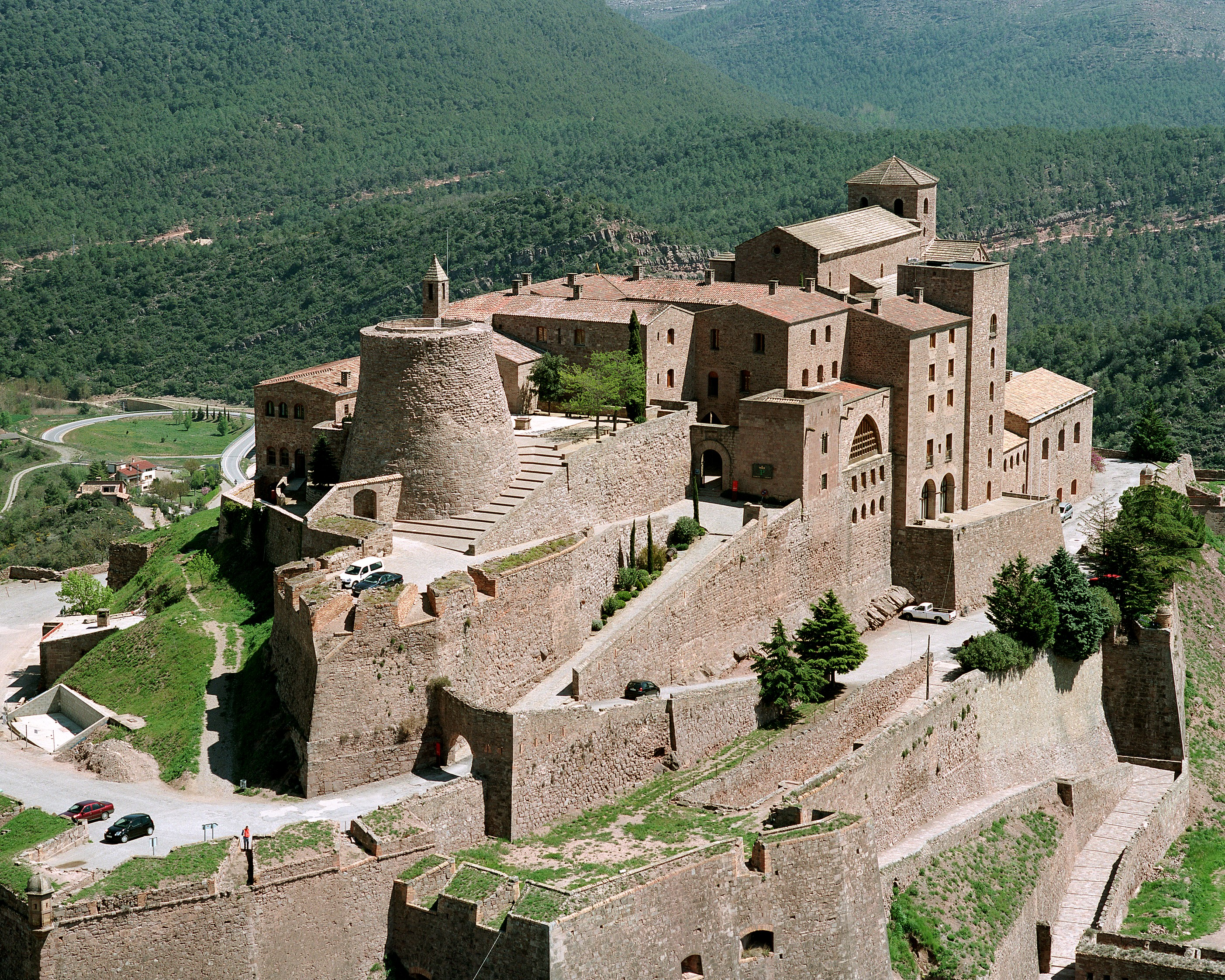
Das Castell von Cardona

Unabhängig von dieser nicht belegbaren Abstammung zählt das gegenständliche Haus Cardona zu den ältesten Adelsfamilien in der Grafschaft Barcelona, da der erste historisch nachweisbare Vorfahre, der Vizegraf Guadald von Osona bereits vor 973 verstarb. Nach Unterlagen der „Fundación Casa ducal de Medinaceli“ lässt sich der Anfang der Familie Osona bis auf 879 zurückverfolgen.
Das namensgebende Castell de Cardona wurde im Auftrag von Wilfried I. dem Haarigen (878–895) erbaut. Obwohl im Norden Spaniens gelegen, wurde es im Jahre 985 von den Sarazenen zerstört, als Truppen des Kalifats von Córdoba unter dem Kommando des Regenten Muhammad ibn Abdallah ibn Abi Amir, besser bekannt als Almansor, Barcelona eroberten. Unmittelbar nach deren Abzug wurde durch Borrell II., Graf von Barcelona, Girona und Osona (947–992) mit dem Wiederaufbau der zerstörten Burgen und mit der Wiederbesiedlung der verödeten Landstriche begonnen. In der diesbezüglichen Urkunde vom 23. April 986 wurde u. a. das Castell de Cardona dem Vizegrafen Ermemir, dem Sohn des Vizegrafen Guadald von Osona übertragen.
Raimund Folch I. selbst war als Sohn des Vizegrafen Folch I. de Cardona, der um 1040 verstarb, ein Nachkomme des Vizegrafen Guadald von Osona.
Von seiner Mutter ist nur der Vorname Guisla, nicht aber deren Familienname oder Herkunft bekannt.

## Leben
Raimund Folch I. wuchs im Castell de Cardona gemeinsam mit seinem jüngeren Bruder Folch II. de Cardona auf, der von 1092 bis 1095 Bischof von Urgell und von 1096 bis 1099 Bischof von Barcelona war.
Der Vater von Raimund Folch I. – der Vizegraf Folch I. de Cardona – wurde 1040 von dessen Feinden ermordet. Da Raimund Folch noch minderjährig war, übernahm sein Onkel – der jüngere Bruder seines Vaters – Eribald de Cardona, Bischof von Vic die Herrschaft über die Vizegrafschaft Cardona. Eribald starb jedoch noch im selben Jahr auf einer Pilgerfahrt im Heilige Land.
Raimund Folch I. übernahm daher – vermutlich unter der Vormundschaft seiner Mutter – im Jahr 1040 die Herrschaft über die Vizegrafschaft Cardona von seinem Onkel.

### Erbstreit in der Grafschaft Barcelona
Als Vizegraf war Raimund Folch I. Amtsträger der Grafen von Barcelona und spielte als einer der mächtigsten Adeligen in der Politik der Grafschaft eine wichtige Rolle. Dies, da er einer der wenigen Vizegrafen war, die nicht nur über ihre Amtsfunktion als Beauftragte und Stellvertreter des Grafen, sondern über ein eigenes, fest umrissenes Territorium, eine Vizegrafschaft, verfügten. Zugleich zählte er durch den profitablen Salzabbau in seinem Territorium zu den reichsten Vasallen der Grafen von Barcelona.
Als Raimund Folch I. seine Vizegrafschaft übernahm, befand sich die Grafschaft Barcelona in einer schwierigen Phase: Berenguer Ramón I. genannt „el Corbat“ (der Bucklige), Graf von Barcelona, Girona etc. etc., hatte in seinem Testament die Aufteilung seiner ausgedehnten Territorien auf seine drei Söhne Ramón Berenguer I., Sancho und Guillermo verfügt. Als er 1035 starb, waren seine Söhne noch minderjährig, weshalb die Regentschaft von ihrer energischen Großmutter Ermessenda von Carcassonne übernommen wurde, die schon bisher die Regierung der Grafschaft wesentlich beeinflusst hatte.
Dieser Umstand wurde vom Adel genützt, um sich möglichst weitgehend von der gräflichen Autorität zu lösen und sich als unabhängige Herren ihrer Territorien zu gebärden.
In dem sich daraus entwickelnden Machtkampf zwischen Zentralgewalt und Adel und der Rivalität zwischen den Brüdern unterstützte Raimund Folch I. de Cardona seinen direkten Lehensherren, Ramón Berenguer I., genannt el Vell (der Alte) (* um 1023; † 1076), der die Grafschaft von Barcelona und Girona (1035–1076) geerbt hatte, und sie gemeinsam mit seiner Großmutter regierte.

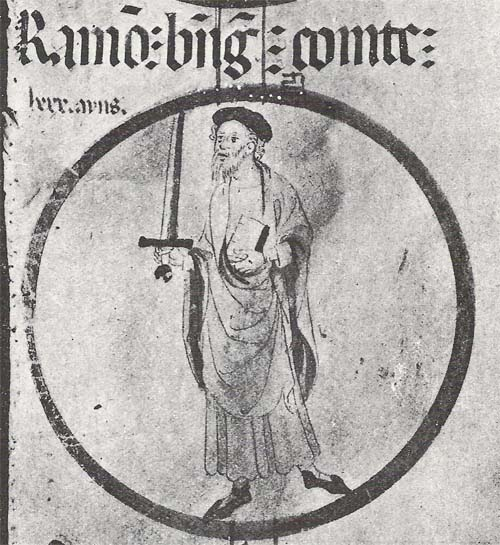
Ramón Berenguer I.

Gegen diese autoritär geführte Regierung kam es zu einem Aufstand des Adels, der unter der Führung des Adeligen Mir Geribert von Penedés stand, der sich gegen die gräfliche Autorität mit Guislabert, dem Bischof von Barcelona (1035–1062), verband. Ein wichtiges Motiv des Aufstandes war dabei die Ablehnung der offiziellen Politik der friedlichen Koexistenz mit den benachbarten islamischen Staaten. Diese war zwar wegen des Handels und der Tributzahlungen dieser Staaten gut für die Zentralverwaltung, behinderte aber die vom Adel betriebene Politik der Eroberung und Plünderungen benachbarter muslimischer Gebiete.
Graf Raimund Berengar I. wurde neben Raimund Folch I. in seinem Kampf insbesondere von seiner Großmutter Ermessenda von Carcassonne (* zwischen 975 und 978; † 1057 in Sant Quirze de Besora), der Erbin der Grafschaft Carcassonne und der Grafschaft Razès im Westfrankenreich, von deren Bruder Pere Roger von Carcassonne, Bischof von Girona (1010–1050), sowie von dem berühmten Abt Oliva (* 971, † 1046) unterstützt, der aus dem Haus der Grafen von Cerdanya und Besalú stammte, erst Graf von Berga, dann Mönch im Benediktinerorden, ab 1008 Abt der Benediktinerabtei Ripoll sowie ab 1018 Bischof von Vic war und als geistlicher Vater von Katalonien verehrt wird.
Mit Unterstützung auch von Raimund Folch I. de Cardona gelang es Graf Ramon Berenguer I., ab 1054 als Erbe seines ältesten Bruders Guillermo die Grafschaft Osona und ab 1067 auch noch die Grafschaft Carcassonne und die Grafschaft Razès zu erwerben.
Die durch Graf Raimund Berengar I. konsolidierte Regierung der Grafschaft Barcelona schlitterte nach dessen Tod im Jahre 1076 neuerlich in eine Krise. In seinem Testament hatte dieser die gemeinsame Herrschaft seiner Zwillingssöhne Raimund Berengar II. und Berengar Raimund II. vorgesehen und beide der Vormundschaft des Papstes Gregor VII. (1073–1085) unterstellt.
Wie zu erwarten, kam es zu Erbstreitigkeiten zwischen den Söhnen, wobei Raimund Folch I. den älteren Sohn, Raimund Berengar II. genannt „Cap d'Estopes“ (Flachskopf) (* 1053, † 1082) unterstützte. Durch päpstliche Vermittlung kam es zu einem Kompromiss, der eine Teilung der Ländereien vorsah und dass beide Grafen wechselweise alle 6 Monate in der gräflichen Burg zu Barcelona residieren sollten.
Gegen Ende seines Lebens musste Raimund Folch I. noch erleben, dass sein Lehensherr, Graf Raimund Berengar II. von Barcelona, am 5. Dezember 1082 auf der Jagd getötet oder – wie viele vermuteten – auf Befehl seines Bruders Berengar Raimund II. ermordet wurde, was diesem den Zunamen „el Fratricida“, der Brudermörder, eintrug.
Raimund Folch I. de Cardona schloss daraufhin ein Bündnis mit Bernat Guillem de Queralt, um diejenigen zu bekämpfen und zu verfolgen, die für die Ermordung des Grafen verantwortlich waren.
Im Hinblick auf den Verdacht, dass der Bruder des Grafen, Berengar Raimund II. von Barcelona bei der Ermordung seine Hand im Spiel haben könnte, entstand ein Streit um die Vormundschaft über den jungen Erben der Grafschaft Barcelona, Raimund Berengar III. (* 1082, † 1131). Raimund Folch I. war einer der führenden Barone, die darauf bestanden, dass die Vormundschaft über den jungen Grafen nicht an dessen Onkel, Berengar Raimund II., sondern an den Grafen von Cerdanya Wilhelm Raimund (1068–1095) übertragen wurde.
Der junge Graf von Barcelona, sollte später nicht nur „der Große“ genannt werden, sondern sich auch mit Maria Rodriguez de Vivar († ca. 1105) eine Tochter des spanischen Nationalhelden Cid verheiraten, den sein Vater Jahre zuvor – gemeinsam mit Raimund Folch I. de Cardona – bekämpft hatte.
Trot Verlust seines direkten Lehensherren nahm Ramon Folch I. de Cardona später noch an den Kriegszügen von Graf Berengar Raimund II. gegen die benachbarten islamischen Staaten teil.

### Kampf gegen die Sarazenen

Die Taifa-Königreiche um 1080

Ramon Folch I. zeichnete sich auf militärischem Gebiet bei den Feldzügen aus, an denen sich die Grafen von Barcelona beteiligten.
Gelegenheit dazu gab es genug, da die Grafschaft Barcelona im Süden an muslimische Kleinkönigreiche, die so genannten „Taifa-Königreiche“ grenzte, die sich nach der Absetzung von Hischam III., des letzten Kalifen aus der Dynastie der Umayyaden und dem Zerfall des Kalifates von Cordoba nach dem Jahre 1031 unter lokalen Dynastien gebildet hatten. Die Außenbeziehungen der Grafschaft Barcelona waren daher vielfach von Kämpfen gegen die muslimischen Nachbarn geprägt.
Dieser anfangs unkoordinierte Kampf um die Rückeroberung christlicher Gebiete von der muslimischen Herrschaft, die so genannte „Reconquista“ wurde durch Papst Alexander II. (1061–1073) zu einem Anliegen der gesamten Christenheit gemacht, indem er im Jahre 1063 zum heiligen Krieg gegen die Ungläubigen aufrief und den Eroberern der Stadt Barbastro einen vollen Sündenerlass gewährte.
Eine neue Auffassung, der auch Papst Gregor VII. 1073/74 anlässlich des Feldzuges des Ebolus von Roucy folgte.
Trotz dieser Kriege zwischen Christen und Muslimen gab es gleichzeitig nicht nur einen Austausch mit der damals kulturell erheblich weiter entwickelten muslimischen Welt, sondern auch zu einer grenzüberschreitenden militärischen Kooperation.
Angesichts aggressiver Nachbarn der eigenen Religion erschien die Kooperation mit Nachbarstaaten der anderen Religion wohl vielfach als das kleinere Übel.
Raimund Folch I. hatte Gelegenheit, diese Praxis anhand eines Prominenten Falles selbst zu erleben. Rodrigo Diaz de Vivar (* um 1043 in Vivar, † 10. Juli 1099 in Valencia) – der später unter dem Namen „el Cid“ (aus dem arabischen as-sayyid / السيّد / ‚der Herr‘ der Herr) als christlicher Held der „Reconquista“ unsterblich werden sollte – diente lange seinen Lehensherren, den Königen von León und Kastilien. Er zerstritt sich jedoch um 1080/81 mit dem neuen Souverän Alfonso VI., König von León (1065–1109) und König von Kastilien (1072–1109), genannt „el Emperador“ (der Kaiser) und schied daher aus dessen Dienst aus. Auf der Suche nach einem neuen Auftraggeber kam er mit seiner Mannschaft nach Barcelona, wo er seine militärischen Dienste den gemeinsam regierenden Grafen von Barcelona Raimund Berengar II. und Berengar Raimund II. anbot.
Da dieses Angebot abgelehnt wurde, und kein anderer christlicher Herrscher seine Dienste in Anspruch nehmen wollte, trat der Cid mit seiner Gefolgschaft 1080/81 in den Dienst der muslimischen Könige von Saragossa aus dem Haus der Banu Hud, die zum Königreich León in einem Abhängigkeitsverhältnis standen.
Der Cid diente zunächst unter Al-Muqtadir (Abu Ja'far Ahmad al-Muqtadir bi-Llah ibn Sulayman), König von Saragossa (1046–1081) – dem Erbauer der bis heute bestehenden prächtigen Residenz der muslimischen Könige von Saragossa, dem Aljaferia-Palast. Nach dessen Ableben im Jahre 1081 stand er im Dienst von dessen Sohn Yusuf al-Mu'tamin (1081–1085).

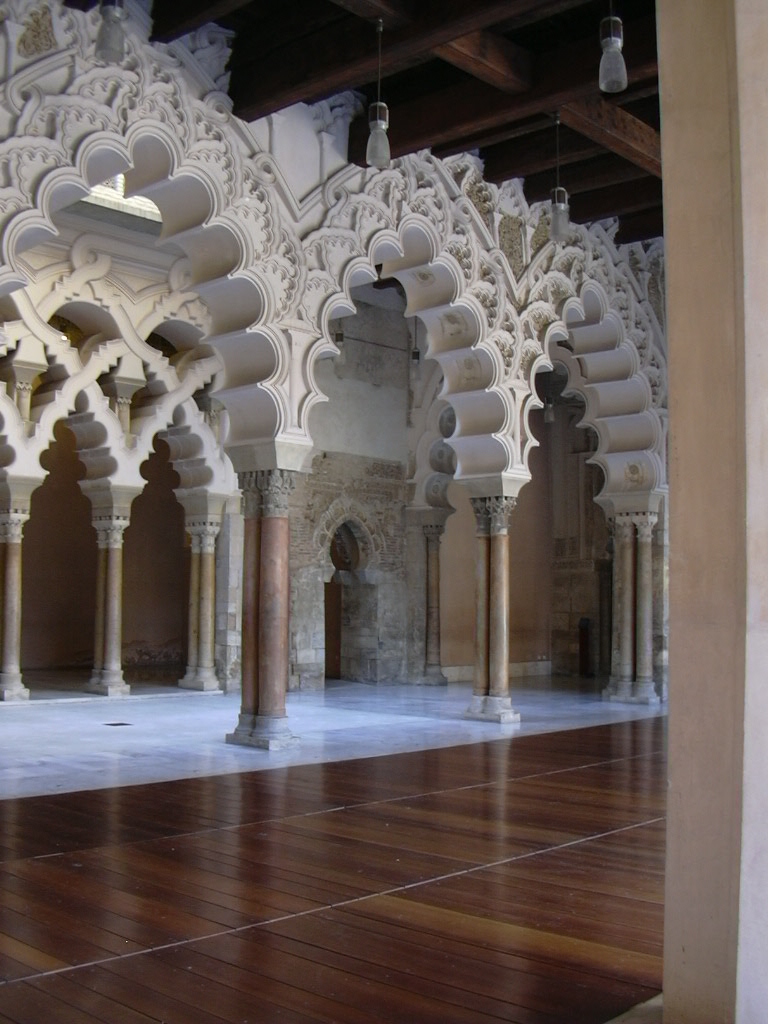
Innenbereich der Aljafería

Im benachbarten muslimischen Königreich von Lérida (heute Provinz Lleida in der Autonomen Gemeinschaft Katalonien) herrsche zur gleichen Zeit ein Bruder des Königs Yusuf al-Mu'tamin von Saragossa, nämlich Al-Mundir (Al-Mundir al-Hayib 'Imad ad Dawla). Da dieser von seinem mächtigen Bruder Yusuf al-Mu'tamin bedroht wurde, wandte er sich an die benachbarten christlichen Staaten um Hilfe und schloss mit diesen militärische Bündnisse. Erst mit dem Königreich Navarra, dann mit den Grafen von Barcelona und schließlich mit dem Königreich Aragón.
Im Jahre 1082 kam es zur denkwürdigen Schlacht bei Almenar, wo sich zwei muslimische Staaten – jeweils mit Unterstützung durch christliche Truppen – bekämpften.
Auf der einen Seite stand Al-Mundir, der muslimische König von Lleida (Lérida), der von den christlichen Truppen des Grafen Berengar Raimund II. von Barcelona und des Grafen Wilhelm Raimund (Guillermo Ramón) I. von Cerdanya (1065–1095) unterstützt wurde.
Auf der anderen Seite befand sich die Armee des Königreichs Saragossa, die sich aus muslimischen und christlichen Kontingenten zusammensetzte und dem Kommando des – christlichen – Cid unterstand.
Letzterer erwies sich dabei als der bessere Feldherr und besiegte die Armee des Königs Al-Mundir von Lleida und seine Truppen aus Barcelona. Dabei wurde der Graf von Barcelona samt seinem Gefolge – in dem sich auch Raimund Folch I. mit seinem Aufgebot befand – gefangen genommen und musste sich durch hohe Lösegeldzahlungen freikaufen.

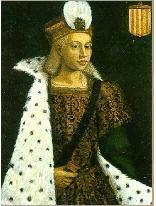
Raimund Berengar II. von Barcelona, Darstellung aus dem 16. Jahrhundert

Raimund Folch I. nahm auch in der Folge an den Militäraktionen der Grafen von Barcelona gegen die benachbarten islamischen Staaten teil und fiel schließlich im Jahre 1086 bei der Burg Maldá im Kampf gegen die Sarazenen.
Kritisch war dabei, dass zugleich sein einziger Sohn und Erbe, Bremond II. de Cardona in die Gefangenschaft der Muslime fiel. Dadurch musste Folch II. de Cardona, der jüngere Bruder von Raimund Folch I., für seinen gefangenen Neffen Bremond II. die Regentschaft der Vizegrafschaft übernehmen, obwohl er Bischof von Urgel und Barcelona war. Diese Regentschaft ging in eine Herrschaft über, da Bremond II. bald darauf in Gefangenschaft verstarb.
Damit bahnte sich jedoch ein Wechsel der Dynastie an, da Folch II. als Bischof keine Kinder hatte und Raimund Folch I. nur noch eine Tochter namens Ermessenda hatte, die mit dem katalanischen Adeligen Deodat Amat de Claramunt verheiratet war.
In Ermangelung eines männlichen Erben wurde deren Sohn, Bernat Amat de Claramunt von seinem Onkel Folch II. de Cardona, Bischof von Barcelona – dem letzten Vizegrafen von Cardona seines Hauses – als Erbe eingesetzt. Als Folch II. kurz vor 1100 verstarb, folgte Bernat Amat als erster Vizegraf von Cardona aus dem Haus Claramunt.

## Ehe und Nachkommen
Raimund Folch I. de Cardona, der vorletzte Vizegraf von Cardona seines Hauses war mit einer Frau namens Ermesinda verheiratet, deren Herkunft nicht bekannt ist.
Kinder:
- Bremond II. de Cardona, Vizegraf von Cardona († 1086 oder kurz danach in sarazenischer Gefangenschaft)
- Ermessenda de Cardona ⚭ Deodat Amat de Claramunt

Deren Sohn Bernat Amat de Claramunt folgte vor 1100 als erster Vizegraf von Cardona aus dem Haus Claramunt und wurde zum Stammvater des zweiten Hauses der Vizegrafen von Cardona.